# Haemanthus albiflos
Haemanthus albiflos е представител на рода Хемантус, който е описан през 1753 г. от Карл Линей. Това е най-популярният от трите вида Хемантус. Има красиви листа, дълъг период на цъфтеж, червени плодове. Подходящ е за отгледане в сенчести места в градина.

## Описание
Освен привлекателните цветове, повечето видове имат и красиви и интересни листа, например H. sanguineus формира две много широки кожести листа които се разпростират по земята, H. crispus формира две изправени, тесни листа с вълнисти ръбове и красиви петна в долната част, H. pubescens формира две, извити назад листа с ланцетна форма, плътно покрити с меки влакна по горната повърхност. Но безспорно най-впечатляващите листа притежава H. nortieri, който образува единично, изправено листо, с форма на лъжица и леко лепкава повърхност, към която се прикрепят дребни песъчинки.
Името Хемантус произхожда от гръцкото „haima“, означаващо кръв и „anthos“, означаващо цвят – по този начин описващо червените цветове при повечето видове. Albiflos се отнася за белите цветове на този конкретен вид.
Haemanthus albiflos достига до 25 см височина, когато цъфти и е широко разпространено по крайбрежието на южна Африка.
Самото растение е доста вариабилно – овалните листа варират от бледо зелен цвят, до тъмно зелен или сивкаво зелен, обикновено са гладки и понякога блестящи. Понякога листата са покрити с къс, мек мъх или имат жълтеникави петна по горната повърхност. За разлика от повечето други видове Хемантус, които предпочитат пълно слънце, H. albiflos почти винаги се среща в сенчести гористи или храстовидни местности. Горната част на луковицата обикновено се показва над земята и е ярко зелена.
H. albiflos в природата има дълъг период на цъфтеж – от ранния април до късно през юли (есен и зима в южното полукълбо). При култивация, може да цъфти спорадично през цялата година. Цветовете са компактни, обикновено с диаметър 3-5 см. и върховете им се обагрят в ярко жълто или оранжево. Вероятните опрашители на това цвете са пчелите и пеперудите, но това все още не е установено със сигурност. Зрелите плодове са ярко оранжеви или червени и имат специфичен аромат на плесен.
Растението се използва в традиционната медицина при хронична кащлица.

## Размножаване
Размножаването става чрез семена или разделяне на части от богати туфи. Семената се садят когато зрелите плодове станат меки и ярко оранжеви или червени. Това е обикновено периода от края на зимата до ранното лято, в зависимост от конкретния вид. Отделете семената от плодовете, измийте ги, за да премахнете частите от плода по тях и ги оставете да изсъхнат за ден-два. Сейте семената на равни разстояния в дълбоки съдове в смес от равни части ситно смляна кора, или ситно смлян компост, едър речен пясък и глинеста почва, като ги покривате с много тънък слой почва, не повече от 3-4 мм. Полейте добре, поставете на сенчесто място, и поддържайте почвата влажна. Покълването може да отнеме няколко месеца, така че бъдете търпеливи.
Добре е семеначетата да се оставят без разсаждане или пресаждане за около две години и могат да бъдат посадени в градината или в постоянни саксии през пролетта, в началото на третия им сезон. При идеални условия, по това време могат да се очакват и първите цветове.
Разделянето на туфите от луковици е най-добре да се прави през ранна пролет, когато температурите започнат да се повишават, като е добре да се осигури всяка от разделените групи от луковици да има хубави и здрави корени. Не е желателно грубо разделяне от майчиното растение, добре е да се прави внимателно. Пресаждането е добре да се прави по най-бързия възможен начин и да се държат на сянка, докато луковиците се установят добре и формират допълнителни корени.
Haemanthus albiflos рядко е засегнато от болести и неприятели, но листата понякога са нападани от определен вид гъсеници, които проникват в листото и оттам в луковицата, която при сериозно нападение, може да бъде напълно изядена отвътре. Борбата е предимно механична, като се отстраняват засегнатите листа.

## Галерия
- H. albiflos fruiting head
- H. albiflos flowerhead
- H. albiflos fruits and seeds

## Отглеждане
H. albiflos е един от най-лесните за отглеждане видове Хемантус. Изисква шарена сянка, подобно на кливията, и веднъж засадено и установено, предпочита да не бъде местено поне няколко години. Почвата трябва да е добре аерирана. Добра комбинация е равни части добре угнил компост, едър речен пясък и глинеста почва. Засадете луковиците така, че горната им половина да е над почвата, а дебелите, месести корени да се разпростират хоризонтално над почвата. Това е перфектно растение за сенчеста, камениста градина или за недобре осветени части на градината, където хемантусът може да се остави да се размножава свободно в продължение на много години.
Доста добре вирее и в пластмасови или керамични контейнери, които е хубаво да не бъдат много дълбоки, защото корените естествено се разпространяват хоризонтално. Саксиите с H. albiflos могат да се отглеждат успешно на сенчеста тераса или на закрито, но задължително на светло място, но никога на директно слънце. Не обичат често пресаждане и зрелите луковици цъфтят всяка година, като разделяне е необходимо на всеки седем-осем години, когато цъфтежът намалее видимо. H. albiflos не може да преживее студена зима и затова в райони със студена зима е добре да презимува на закрито.